# بونسوی، نیگاتا
بونسوی، نیگاتا (به لاتین: Bunsui) یک منطقهٔ مسکونی در ژاپن است که در Hokuriku region واقع شده‌است. بونسوی ۱۵٬۱۳۰ نفر جمعیت دارد.